# Chief Justice of the United States
Der Chief Justice of the United States ([ʧiːf ʤʌstɪs]; deutsch Oberster Richter der Vereinigten Staaten) ist das nominelle Oberhaupt der Bundesgerichte der Vereinigten Staaten und somit das Oberhaupt der Judikative. Amtsinhaber ist seit dem 29. September 2005 John Roberts.
Die Hauptaufgabe des Chief Justice ist der Vorsitz am Obersten Gerichtshof. Bei Entscheidungen des Gerichts hat er jedoch kein höheres Stimmrecht als jeder seiner acht Kollegen. Bei dem Amt handelt es sich daher um primus inter pares. Darüber hinaus nimmt er traditionell dem Präsidenten bei der Amtseinführung den Amtseid ab, und gemäß der Verfassung führt er den Vorsitz bei einem Amtsenthebungsverfahren des Senats gegen den Präsidenten oder seinen Vizepräsidenten. Weiterhin steht er der Gerichtskonferenz der Vereinigten Staaten vor. Das Gesetz weist ihm auch verschiedene weitere administrative Aufgaben zu.
Der Oberste Richter wird wie alle Bundesrichter vom Präsidenten mit Zustimmung des Senats ernannt. Einige Vorsitzende, wie William Howard Taft oder John Roberts, erhielten das Amt ohne frühere, andere wie etwa William H. Rehnquist nach vorangegangener Tätigkeit am Obersten Gerichtshof.

## Bisherige Amtsinhaber
| Nr. | Bild | Chief Justice           | Amtszeit                             | Amtsdauer             | nominiert von         | Vorheriges Amt                                                                 |
| --- | ---- | ----------------------- | ------------------------------------ | --------------------- | --------------------- | ------------------------------------------------------------------------------ |
| 1   |      | John Jay                | 19. Oktober 1789–29. Juni 1795       | 5 Jahre und 253 Tage  | George Washington     | Secretary of State                                                             |
| 2   |      | John Rutledge           | 12. August 1795–15. Dezember 1795    | 138 Tage              | George Washington     | Richter am Supreme Court                                                       |
| 3   |      | Oliver Ellsworth        | 8. März 1796–15. Dezember 1800       | 4 Jahre und 282 Tage  | George Washington     | Senator für Connecticut                                                        |
| 4   |      | John Marshall           | 4. Februar 1801–6. Juli 1835         | 34 Jahre und 152 Tage | John Adams            | Secretary of State                                                             |
| 5   |      | Roger Brooke Taney      | 28. März 1836–12. Oktober 1864       | 28 Jahre und 198 Tage | Andrew Jackson        | Finanzminister                                                                 |
| 6   |      | Salmon Portland Chase   | 15. Dezember 1864–7. Mai 1873        | 8 Jahre und 143 Tage  | Abraham Lincoln       | Finanzminister                                                                 |
| 7   |      | Morrison Remick Waite   | 4. März 1874–23. März 1888           | 14 Jahre und 19 Tage  | Ulysses S. Grant      | Präsident der konstitutionellen Konvention                                     |
| 8   |      | Melville Weston Fuller  | 8. Oktober 1888–4. Juli 1910         | 21 Jahre und 269 Tage | Grover Cleveland      | President, Illinois State Bar Association                                      |
| 9   |      | Edward Douglass White   | 19. Dezember 1910–19. Mai 1921       | 10 Jahre und 151 Tage | William Howard Taft   | Richter am Supreme Court                                                       |
| 10  |      | William Howard Taft     | 11. Juli 1921–3. Februar 1930        | 8 Jahre und 207 Tage  | Warren G. Harding     | Präsident der Vereinigten Staaten                                              |
| 11  |      | Charles Evans Hughes    | 24. Februar 1930–30. Juni 1941       | 11 Jahre und 126 Tage | Herbert Hoover        | Secretary of State                                                             |
| 12  |      | Harlan Fiske Stone      | 3. Juli 1941–22. April 1946          | 4 Jahre und 293 Tage  | Franklin D. Roosevelt | Richter am Supreme Court                                                       |
| 13  |      | Frederick Moore Vinson  | 24. Juni 1946–8. September 1953      | 7 Jahre und 76 Tage   | Harry S. Truman       | Finanzminister                                                                 |
| 14  |      | Earl Warren             | 5. Oktober 1953–23. Juni 1969        | 15 Jahre und 261 Tage | Dwight D. Eisenhower  | Gouverneur von Kalifornien                                                     |
| 15  |      | Warren Earl Burger      | 23. Juni 1969–26. September 1986     | 17 Jahre und 95 Tage  | Richard Nixon         | Richter am United States Court of Appeals for the District of Columbia Circuit |
| 16  |      | William Hubbs Rehnquist | 26. September 1986–3. September 2005 | 18 Jahre und 342 Tage | Ronald Reagan         | Richter am Supreme Court                                                       |
| 17  |      | John Glover Roberts     | seit 29. September 2005              | 19 Jahre und 162 Tage | George W. Bush        | Richter am United States Court of Appeals for the District of Columbia Circuit |